# HTL Leoben
Die HTL Leoben ist eine Höhere Technische Lehranstalt in der Stadt Leoben in der Steiermark. 2018 besuchten etwa 430 Schüler die HTL.

## Geschichte
Die Bergschule beziehungsweise Hauerschule wurde 1865 in Leoben eröffnet und erster Direktor war Johann Hippmann. In der Hauerschule wurden Aufseher und Steiger für den Bergbau ausgebildet. Im Jahr 1876 erfolgte die Übernahme durch das Land Steiermark und 1948 durch den Fachverband der Bergwerke und Eisenindustrie als Berg- und Hüttenschule Leoben. Bis zur Einstellung des Bergschulunterrichtes im Jahr 1992 wurden fast 2000 Steiger ausgebildet.
1959 zog die Schule von der Langgasse in den neu errichteten Schulkomplex mit Internat in die Max-Tendler-Straße um. Im Jahr 1960 erfolgte die Einrichtung der Höheren Abteilung für Hüttentechnik (heute Metallurgie-Zweig) mit Öffentlichkeitsrecht und Reifeprüfung und 1980 wurde die Umstellung auf eine fünfjährige HTL mit Maturaabschluss vollzogen. Die Erweiterung um den Ausbildungsschwerpunkt Logistik erfolgte 2002, die Rohstofftechnik 2013 und Informationstechnologie & Smart Production 2016. Seit dem Schuljahr 2018/19 werden keine Internatszimmer mehr angeboten.

## Schulformen
Die Höhere Technische Lehranstalt umfasst:
- Metallurgie und Umwelttechnik: Der Zweig beschäftigt sich mit Metallurgie, der Gewinnung, Veredelung, Weiterverarbeitung und mit dem Recycling von Metallen einschließlich umwelttechnischen Aspekten der Montanindustrie. Diesen Fachzweig gibt es seit 150 Jahren in der Berg- und Hüttenschule Leoben.
- Technische Logistik & Management: Die HTL-Leoben war die erste Schule in Österreich, welche den Zweig Logistik angeboten hat. Diese Fachrichtung beschäftigt sich mit Programmlösungen in der Wirtschaft sowie mit Optimierung der Programmabläufe von Unternehmen.
- Rohstofftechnik: Seit Herbst 2013 wird an der HTL-Leoben der Zweig Rohstofftechnik unterrichtet. Der Schwerpunkt der Ausbildung liegt im Aufsuchen, Gewinnen, Aufbereiten und Veredeln von mineralischen Rohstoffen. Die HTL-Leoben ist derzeit (2018) die einzige höhere Schule in ganz Mitteleuropa, die diesen Zweig anbietet. Seit 2016 wird dieser Zweig als Wirtschaftsingenieur-Zweig geführt.
- Informationstechnologie & Smart Production: Seit Herbst 2016 wird dieser Zweig mit den fachspezifischen Kompetenzfeldern Informatik und Informationssysteme, Netzwerktechnik und Verteilte Systeme, Datenbanken und Multimedia, Systemplanung und Projektentwicklung, Programmieren und Software Engineering sowie dem Bereich Smart Production Lab geführt.

Die Ausbildung schließt man mit einer Reife- und Diplomprüfung ab, nach drei Jahren Berufspraxis ist der Titel HTL-Ingenieur möglich (Wirtschaftsingenieur für die Logistik-, Rohstoff- und IT-Zweige).
Daneben führt die Schule noch eine Werkmeisterschule (Werkmeister ist der brancheneinschlägige Meistertitel) für Berufstätige. Auch diese Schulform ist österreichweit einzigartig. Es werden zwei Fachrichtungen angeboten:
- Hüttenindustrie
- Mineralrohstoffindustrie

## Laboratorien
Die HTL-Leoben ist mit mehreren Hightech-Laboratorien ausgestattet, welche auf die verschiedenen Zweige abgestimmt sind.
- Werkstoffprüflabor: Das Werkstoffprüflabor wird hauptsächlich im metallurgischen Zweig verwendet. Dieses Labor ist mit Maschinen zum Prüfen von Werkstoffen ausgestattet, wie zum Beispiel einer Zugmaschine, mit der man die Streckgrenze von Metallen prüfen und berechnen kann.
- Ofenraum: Im Ofenraum lernen die Schüler das Verfahren des Gießens von Metallen kennen. Hier designen die Metallurgen des ersten Jahrganges ihre eigene Gürtelschnalle, welche sie im Werkstättenunterricht selbst gießen dürfen. In dem Raum befindet sich ein Ofen, der auf mehrere 1000 °C erhitzt werden kann und ein Keramikbrennofen.
- Automatisierungslabor: An der HTL-Leoben gibt es auch ein Automatisierungslabor, welches hauptsächlich von den Schülern des Logistikzweigs verwendet wird. In diesem Labor werden Abläufe von Transporten geübt, wobei es darum geht, den schnellsten und Wirtschaft produktivsten Weg zu finden.
- Rohstofflaboratorien: Diese Laboratorien werden hauptsächlich von den Schülern des Rohstoffzweiges verwendet. Hier befinden sich Maschinen wie zum Beispiel einen Backenbrecher, welcher Gesteine  zerkleinert, um sie anschließend zu untersuchen und zu prüfen. Von diesen Laboratorien gibt es zurzeit fünf Räume.
- Smart Production Lab: Hier werden die Schülerinnen und Schüler des IT-Zweiges in Gruppen unterrichtet.

## Kooperationen
Die Schule führt unter anderem mit den Unternehmen Böhler Schmiedetechnik, RHI AG, dem Fachverband Steine-Keramik der Wirtschaftskammer Österreich, der Cemex Austria AG Partnerschaften.